# 姜兴和
姜兴和（1946年9月—），男，汉族，辽宁铁岭人，中华人民共和国政治人物，曾任中共广西壮族自治区党委统战部部长，广西壮族自治区政协副主席，第十届全国政协委员。